# Dercas lycorias
Dercas lycorias är en fjärilsart som först beskrevs av Doubleday 1842.  Dercas lycorias ingår i släktet Dercas och familjen vitfjärilar. Inga underarter finns listade i Catalogue of Life.

## Bildgalleri

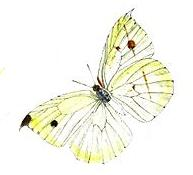